# Polnische Eishockeyliga 1957/58
Die Saison 1957/58 war die 3. Spielzeit der Ekstraliga, der höchsten polnischen Eishockeyspielklasse, und 23. Spielzeit der polnischen Eishockeymeisterschaft. Meister wurde zum ersten Mal in der Vereinsgeschichte überhaupt Górnik Katowice.

## Modus
In der Hauptrunde absolvierte jede der sieben Mannschaften insgesamt zwölf Spiele. Der Erstplatzierte der Hauptrunde wurde Meister. Für einen Sieg erhielt jede Mannschaft zwei Punkte, bei einem Unentschieden gab es einen Punkt und bei einer Niederlage null Punkte.

## Mannschaften
| AZS Warszawa |

| Legia Warszawa |

| Górnik Katowice |

| Nowy Targ |

| Cieszyn |

| Krynica |

| Start Katowice |

| AZS Warszawa |

| Legia Warszawa |

| Górnik Katowice |

| Nowy Targ |

| Cieszyn |

| Krynica |

| Start Katowice |

## Hauptrunde

### Tabelle
|    | Klub              | Sp | Tore   | Punkte |
| -- | ----------------- | -- | ------ | ------ |
| 1. | Górnik Katowice   | 12 | 113:16 | 24     |
| 2. | Legia Warszawa    | 12 | 105:31 | 20     |
| 3. | Podhale Nowy Targ | 12 | 59:58  | 10     |
| 4. | KTH Krynica       | 12 | 45:61  | 10     |
| 5. | Piast Cieszyn     | 12 | 49:80  | 10     |
| 6. | Start Katowice    | 12 | 43:67  | 8      |
| 7. | AZS Warszawa      | 12 | 22:123 | 0      |

Sp = Spiele, S = Siege, U = unentschieden, N = Niederlagen, OTS = Overtime-Siege, OTN = Overtime-Niederlage, SOS = Penalty-Siege, SON = Penalty-Niederlage